# Schloss Waltershausen

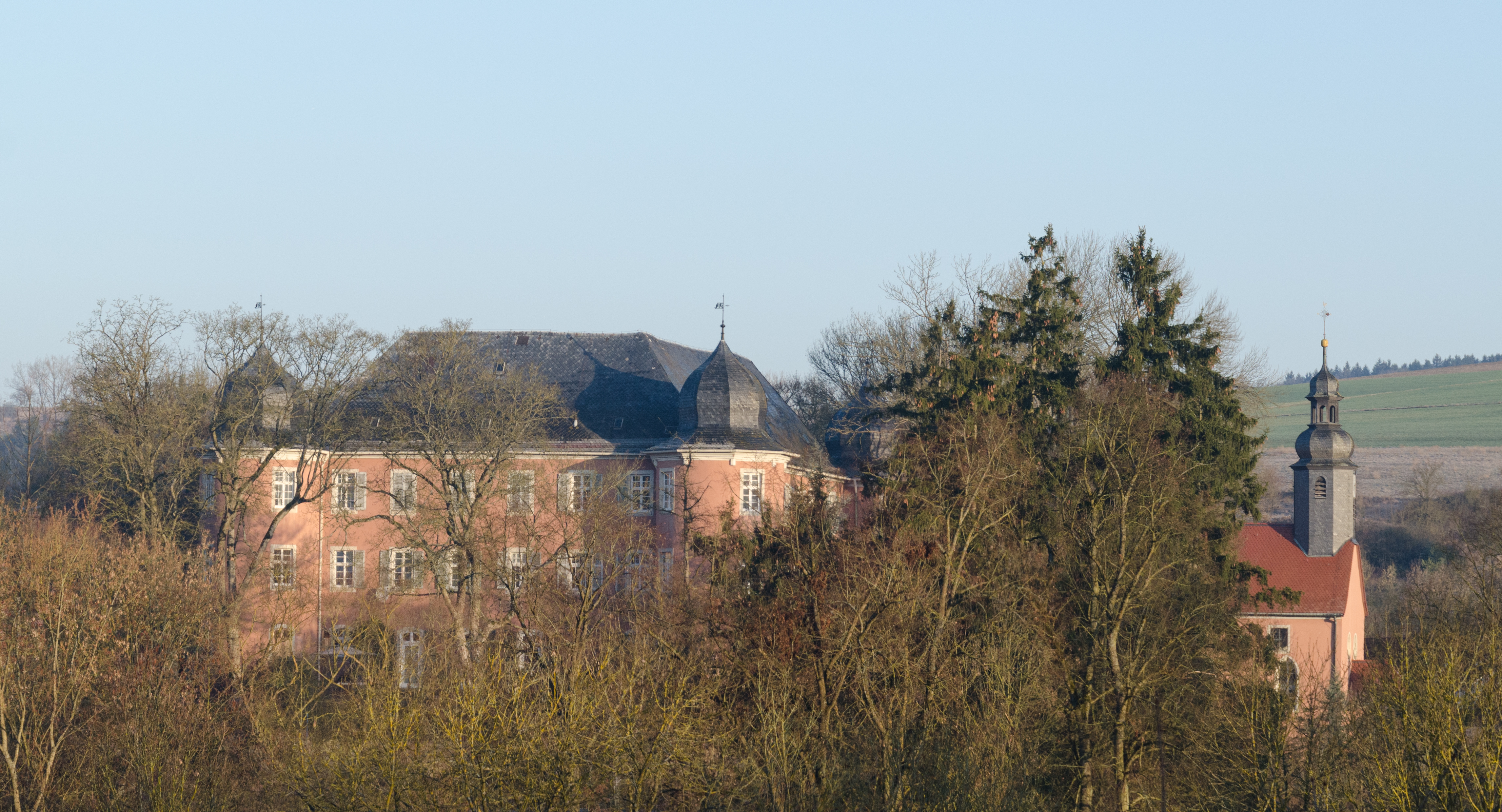
Waltershausen, Kirche und Schloss

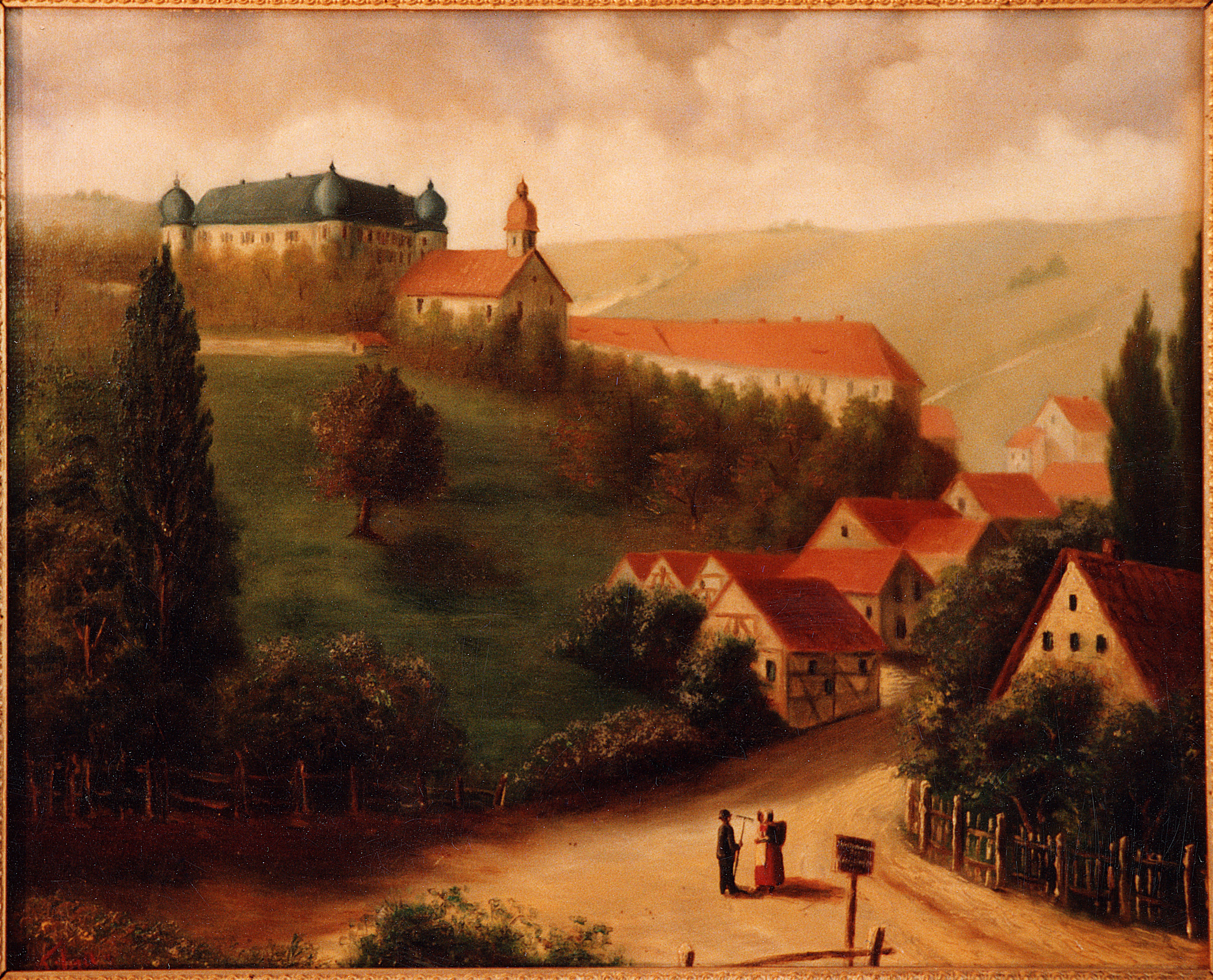
Ansicht des Schlosses mit Kirche und Ort von Süden (Ende des 19. Jahrhunderts durch die Bibra zu Brennhausen)

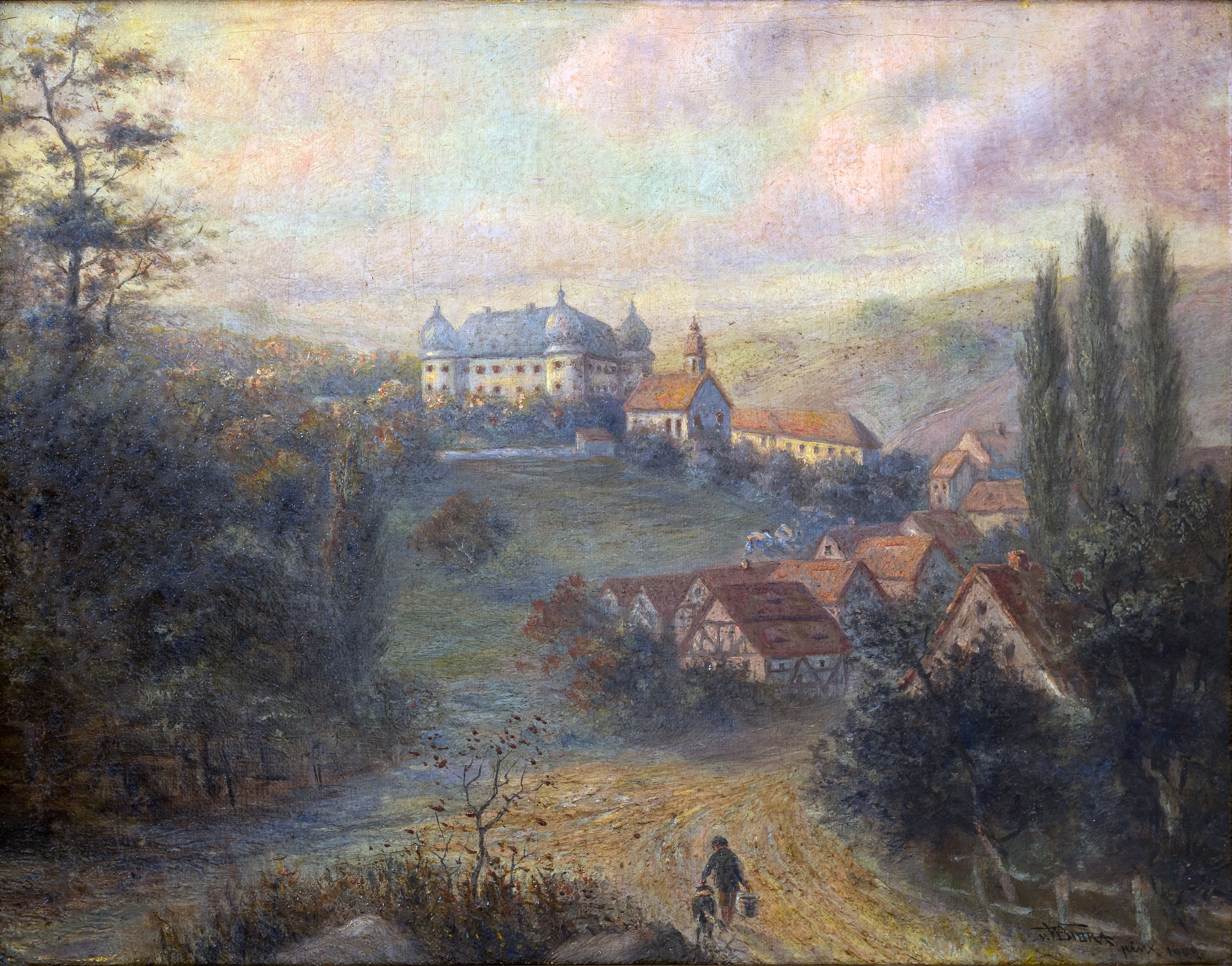
Ansicht des Schlosses mit Kirche und Ort von Süden (1909)

Schloss Waltershausen ist ein dreiflügeliges Schloss in Waltershausen (Saal an der Saale). Es entstand von 1619 bis 1627 an der Stelle einer burgähnlichen Anlage.

## Geschichte
867 wurde erstmals das „Waltradehus“ in einer Urkunde des Klosters Fulda erwähnt. 1258 wurde dann zum ersten Mal das Rittergeschlecht derer von Waltershausen erwähnt. 1448 ging das Schloss in den Besitz der Adelsfamilie Marschalk von Ostheim über. Das heutige Schloss wurde 1619 bis 1627 von Georg Philipp von Ostheim anstelle dieser burgähnlichen Anlage errichtet. Im Jahr 1723 wurde es von Johann Friedrich Philipp Marschalk von Ostheim unter Beteiligung Balthasar Neumanns aufgestockt. Von 1793 bis 1795 übernahm Friedrich Hölderlin eine Hauslehrerstelle bei der Familie von Kalb auf Schloss Waltershausen. Er unterrichtet hier den Sohn der Charlotte von Kalb. Die Herren von Kalb verkauften das Schloss 1827 an den Historiker Georg Sartorius. Dessen Sohn Theodor Sartorius verkaufte das Schloss an den Königlicher Rittmeister a. D. Wilhelm Freiherr von Feilitzsch. Dieser sanierte das Schloss ab 1890. 1897 wurde das Schloss an Wilhelm Sartorius von Waltershausen weiterverkauft. 1932 wurde hier der Schlossherr und Hauptmann Waldemar Werther ermordet. 1933 wurde das Schloss saniert. 1944 erwarb die Reichspost das Schloss, um hier ein Heim für erholungsbedürftige Postangestellte einzurichten. In der Nachkriegszeit wurde es zunächst als Flüchtlingsaltersheim genutzt, erst ab 1953 konnte es von der Bundespost genutzt werden. Diese renovierte es von 1966 bis 1968 erneut. Seit 1986 ist das Schloss in Privatbesitz.

## Beschreibung
Schloss Waltershausen ist eine dreiflügelige dreigeschossige Anlage mit vier runden Ecktürmen und einem Ehrenhof im Südwesten, dem ein Vorwerk vorgelagert war. Die Ecktürme sind mit barocken Hauben versehen. Nach Nordosten befindet sich vor dem Schloss die Schlosskirche in Richtung des Ortes. Der Landschaftspark um das Schloss herum ist ganze 6,5 ha groß.
An der Planung des Festsaals soll Balthasar Neumann mitgewirkt haben. Ein Raum im Obergeschoss hat eine bemalte Holzdecke aus der Renaissance. Die Wand- und Deckenstuckierung in einem Saal im zweiten Obergeschoss sind von Bernhard Hellmuth aus Untereßfeld hergestellt worden.

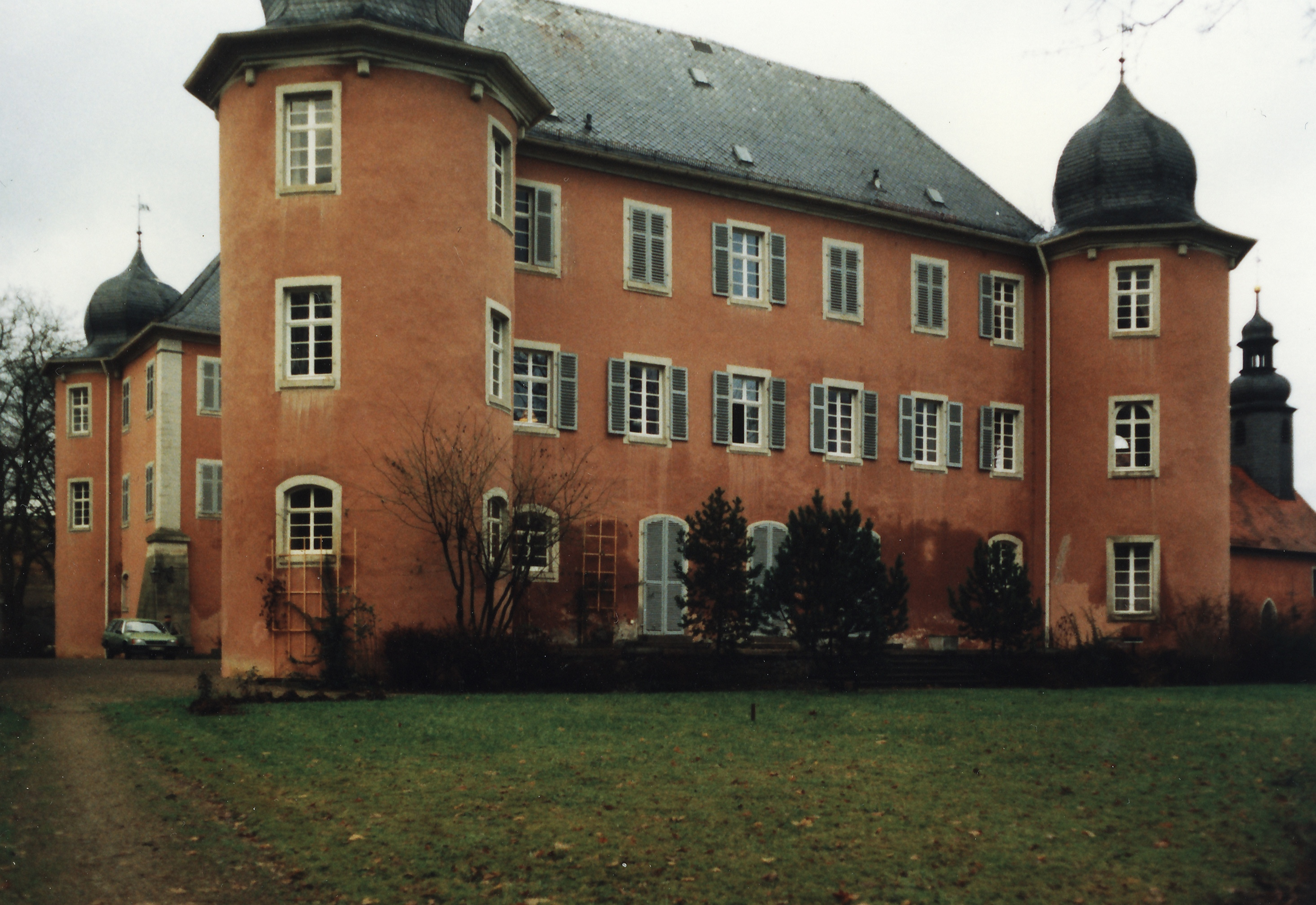
Südansicht des Schlosses um 1984
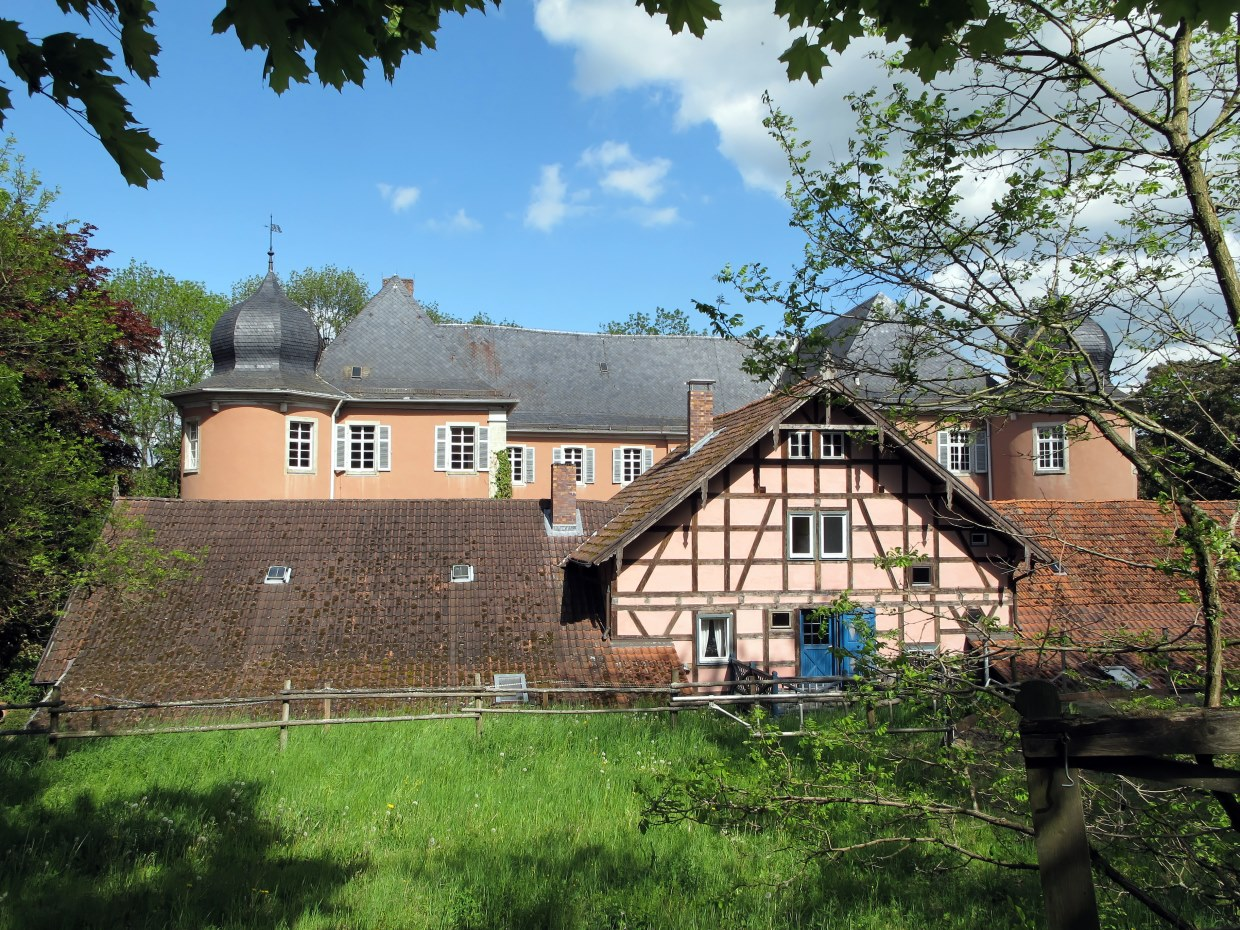
Ehemaliges Vorwerk und Schloss von Südwesten (2012)
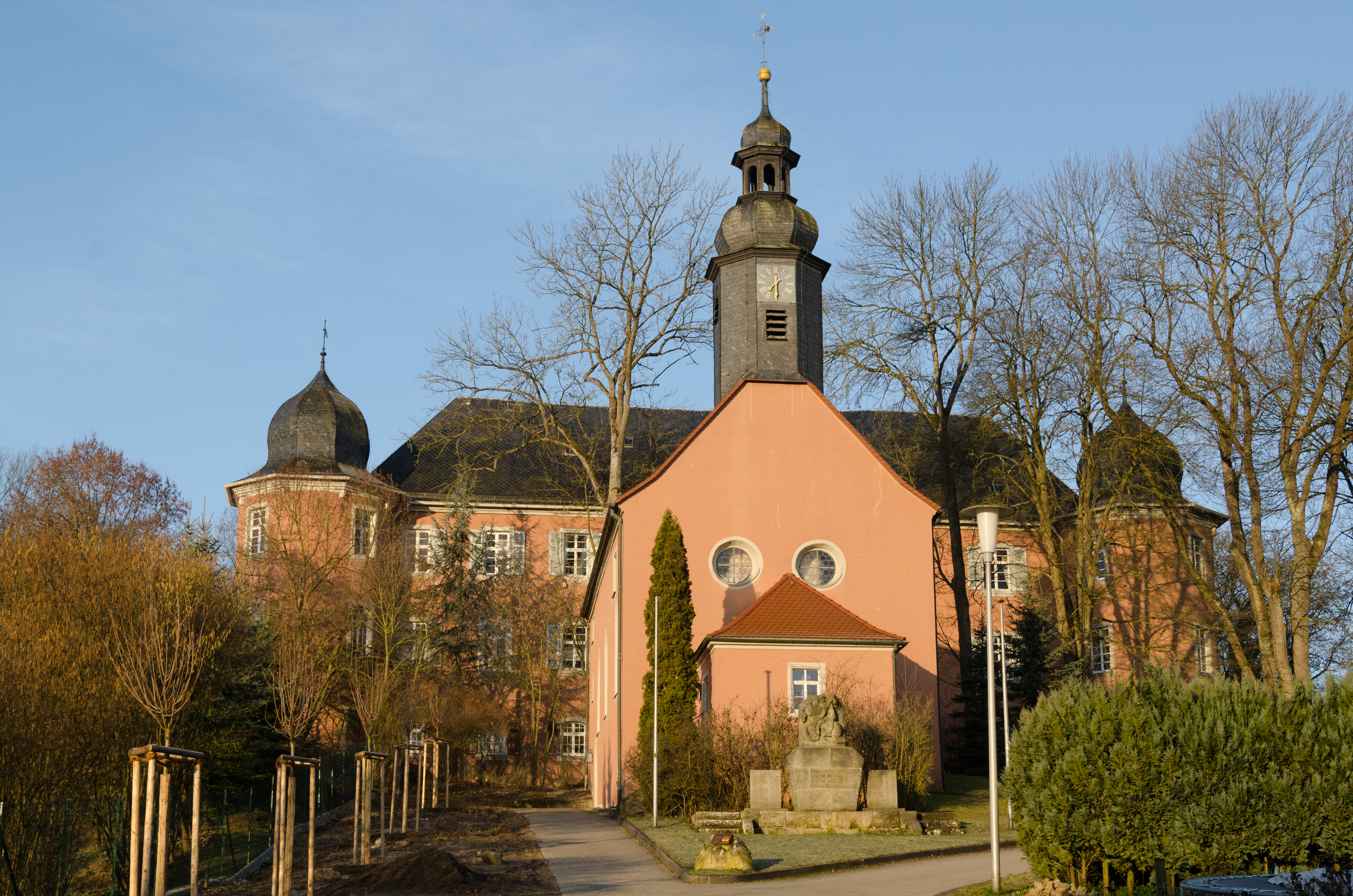
Schloss und Schlosskirche von Osten (2014)